# Champagne Taittinger
 (juillet 2021).
Si vous disposez d'ouvrages ou d'articles de référence ou si vous connaissez des sites web de qualité traitant du thème abordé ici, merci de compléter l'article en donnant les références utiles à sa vérifiabilité et en les liant à la section « Notes et références ».
Champagne Taittinger  est une maison de vin de Champagne, auparavant dénommée Forest-Fourneaux. Son nom actuel est Taittinger Compagnie Commerciale et Viticole Champenoise.

## Histoire

### XVIIIesiècle: les origines
En 1734, Jacques Fourneaux créé une maison de commerce de vin de Champagne et travaille avec les grandes abbayes bénédictines alors propriétaires des plus beaux vignobles champenois. Après la Première Guerre mondiale, la maison s'installe dans l'hôtel des Comtes de Champagne, une belle demeure de Reims datant du XIIIe siècle située rue du Tambour, dans laquelle séjourna le comte Thibaud IV de Champagne (1201 - 1253), dit le Chansonnier. La légende veut que celui-ci, rentrant de croisade, rapporta de Chypre les plants de vigne ancêtres du raisin Chardonnay. En réalité le chardonnay, comme l'a démontré une équipe de chercheurs de l'Université de Californie à Davis, est issu d'un croisement entre le pinot noir N et le gouais B. Il appartient donc à la famille des Noiriens.
Les Taittinger sont une famille de négociants en vin de Champagne, installée dans la région parisienne après avoir quitté la Lorraine en 1870, pour rester français, après la guerre franco-prussienne de 1870 et le traité de Francfort.

### XXesiècle: l'acquisition et le développement
En 1932, Pierre Taittinger acquiert auprès de la maison de champagne « Forest-Fourneaux », le château de la Marquetterie, près d'Épernay, qu'il avait découvert lors de la guerre de 14-18 et pour lequel il eut un coup de cœur. C'est alors une propriété du XVIIIe siècle dont les vignobles des coteaux champenois sont plantés en chardonnay et pinot noir. Cette propriété fut exploitée par le Frère Oudart, l'un des pères créateurs du champagne, et a appartenu à l'écrivain et philosophe Jacques Cazotte, guillotiné en 1792.
De 1945 à 1960, la maison fut dirigée par François Taittinger, son troisième fils, en collaboration avec ses deux frères Jean et Claude. Sous la direction de celui-ci, la Maison Taittinger s'établit dans les caves de l'abbaye Saint-Nicaise, bâtie au XIIIe siècle sur des crayères gallo-romaines remontant au IVe siècle. Après la mort accidentelle de François en 1960 et l'engagement politique croissant de Jean dès le début de la Cinquième République, la maison fut dirigée de 1960 à 2005 par Claude Taittinger, qui permit à la maison de se développer et contribua à en faire une des grandes maisons de renom de Champagne.

### XXIesiècle: vente puis reprise
Le champagne Taittinger, qui représente alors 90 millions d'euros de chiffre d'affaires au sein du groupe pour 4,5 millions de bouteilles, est vendu en juillet 2005 par la famille Taittinger, en même temps que sa filiale Société du Louvre, au fonds d'investissement américain Starwood Capital Group. La profession, maisons de Champagne, vignerons-producteurs, coopérateurs, distributeurs et clients, avait alors estimé que les objectifs de rentabilité à court terme ou même à moyen terme, à tout prix, prônés par les gestionnaires actuels du monde des affaires, n'étaient pas compatibles avec la production d'un vin de Champagne de qualité, qui demande du temps, de la confiance et une importante délégation de pouvoir aux chefs de cave. De plus, l'arrivée d'investisseurs complètement exogènes à la culture du vin de Champagne pouvait avoir comme conséquence une rupture des grands équilibres de ce secteur d'activité.
Finalement, le 31 mai 2006, la Caisse régionale Nord-Est du Crédit agricole, en collaboration avec Pierre-Emmanuel Taittinger, rachète l'affaire pour un montant de plus d'un demi-milliard d'euros. Le domaine couvre 288,84 hectares de vignobles et dispose de 12 à 13 millions de bouteilles en stock. Le château de la Marquetterie et les caves font partie de l'ensemble acheté. Le groupe Starwood Capital Group a conservé la partie hôtellerie, comprenant notamment les palaces Crillon, Lutetia et Martinez, et des chaînes d'hôtellerie économique, ainsi que la Cristallerie de Baccarat.
Claude Taittinger prend sa retraite en 2006 alors qu'il dirige le champagne Taittinger depuis 1960. Son neveu Pierre-Emmanuel Taittinger, le fils de Jean Taittinger, accompagné de deux de ses enfants, le remplace à la tête de la maison à la suite de son rachat.
Vitalie Taittinger devient présidente du Champagne Taittinger à la suite de son père Pierre-Emmanuel Taittinger, dont le mandat prend fin le 31 décembre 2019. Âgée de quarante ans et travaillant depuis douze ans dans l'entreprise où elle est directrice du marketing et de la communication. Elle assume sa mission entourée de Damien le Sueur (Directeur général), de son frère Clovis Taittinger, du Comité de direction actuel et de l’ensemble des collaborateurs de l'entreprise. Damien le Sueur, veille aux équilibres entre le vignoble, les approvisionnements, la production, le commerce et la finance. Clovis Taittinger est chargé du pôle commercial et du marketing.

## Production
Le groupe, qui en 2019 a vendu 6,7 millions de bouteilles avec un taux d'exportation de 76%, est l'un des principaux acheteurs de la Côte des Blancs. L'usage du chardonnay est une marque de fabrique de la maison - beaucoup d'autres maisons utilisent en majorité le pinot noir.

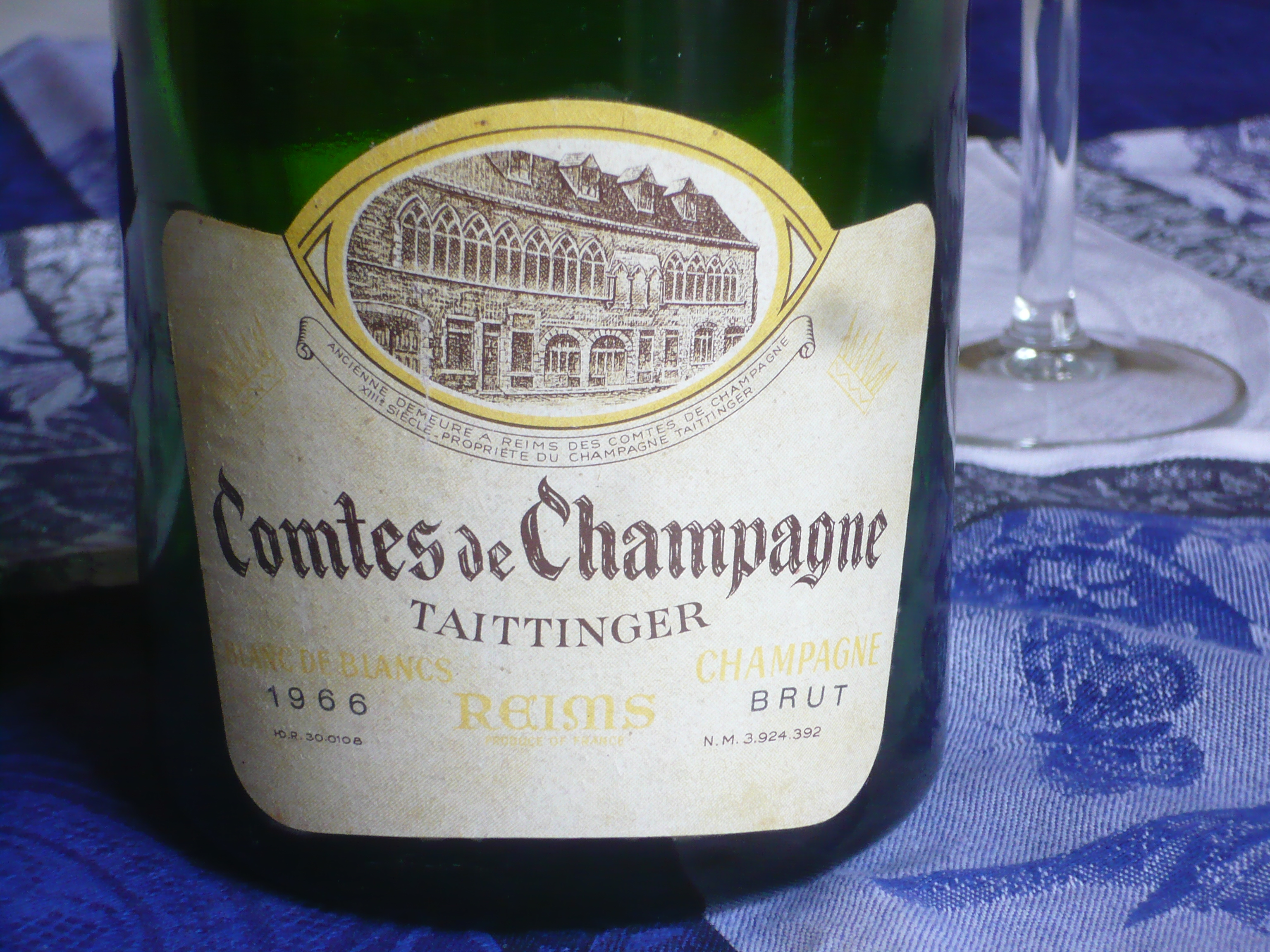
L'étiquette d'une bouteille de la cuvée Comtes de Champagne, millésime 1966

### Cuvées de prestige
- Comtes de Champagne, cuvée spéciale blanc de blancs, produite les bonnes années. Millésimes récents : 1990, 1995, 1996, 1998, 1999, 2000, 2004, 2005, 2006, 2007, 2008, 2012 et 2013[2].
- Les Folies de la Marquetterie, issue uniquement des raisins de la propriété Taittinger, ce champagne exalte des arômes de pêche et de compote d'abricot.
- Nocturne, champagne de dessert.

La Maison édite une série spéciale intitulée « Taittinger Collection » dont la 13e est sortie en 2016. Cette treizième bouteille a été décorée par le photographe franco-brésilien Sebastião Salgado.

## Prix et récompenses
En 2025, le Comtes de Champagne 2013 obtient le prix Vinofed du meilleur vin effervescent du monde

## Dans la littérature
Le champagne Taittinger est souvent mentionné dans les romans de la série SAS.  De plus, le champagne Taittinger est mentionné dans plusieurs livres de la série James Bond ainsi que dans un de ses films, Bons Baisers de Russie.